# ハインリヒ7世 (ドイツ王)
ハインリヒ（7世）（Heinrich VII., 1211年 - 1242年2月10日）は第二次ホーエンシュタウフェン朝第2代ローマ王（通算第7代。ドイツ王、在位：1220年 - 1235年）。ローマ教会の皇帝（神聖ローマ皇帝）フリードリヒ2世の嫡子だったが父と不和になり廃位された。母はアラゴン王女コンスタンサ（コンスタンツァ）。異母弟にコンラート4世、サルデーニャ王エンツォ、アンティオキア公フリードリヒ3世、マンフレーディ。異父兄にハンガリー国王ラースロー3世。

## 概要
シチリア王フェデリーコの長男として生まれる。フェデリーコがローマ王（ドイツ王）を兼ねてフリードリヒ2世となり、さらにローマ教会の皇帝（神聖ローマ皇帝）として戴冠するにあたって幼くしてローマ王位を譲られた。フリードリヒ2世は教皇との関係から皇帝としての名誉とローマ王の実権を共に握ることができなかったのである。オットー1世以来の皇帝は常にローマ王を兼ねていたが、帝位から王位が分かれるのは初めてだった。皇帝がローマ王を兼ねていれば共同王となった嫡子は皇太子でしかない。しかし父の皇帝が王を兼ねないハインリヒは名目上ただひとりのローマ王だった。しかしシチリア王兼ねイタリア全土の支配を進める皇帝は息子を「ドイツ総督」としか見ていなかった。そして皇帝は王を無視して諸侯に様々な特権を与えて懐柔していた。このため王権を削られたハインリヒは父との確執を深め、やがて反乱を計画するに至ったのである。
親子の交流は極めて乏しかった。嫡男の反抗心を知った父は話し合うため直接対面したが、交渉は成立せず威圧しかできなかった。そして父ほどの手腕や権威を持たないハインリヒは諸侯の支持を得られず瞬く間に廃位され、目を潰された上で護送され、あとは処刑を待つのみと悲観して橋の上から崖に飛び込み自殺した。しかしこれも誤解であり、息子を殺す気まではなかった皇帝は深く悲しんだという。
反逆者として正統の国王と認められないため通常は「ハインリヒ（7世）」と括弧書きされる。括弧書きのつかないローマ王ハインリヒ7世はルクセンブルク家初の皇帝ともなった100年後の人物である。

## 生涯

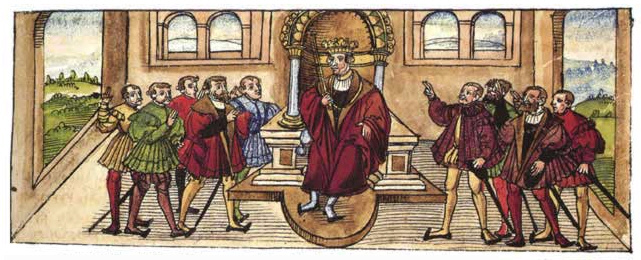
臣従の礼を受けるハインリヒ7世

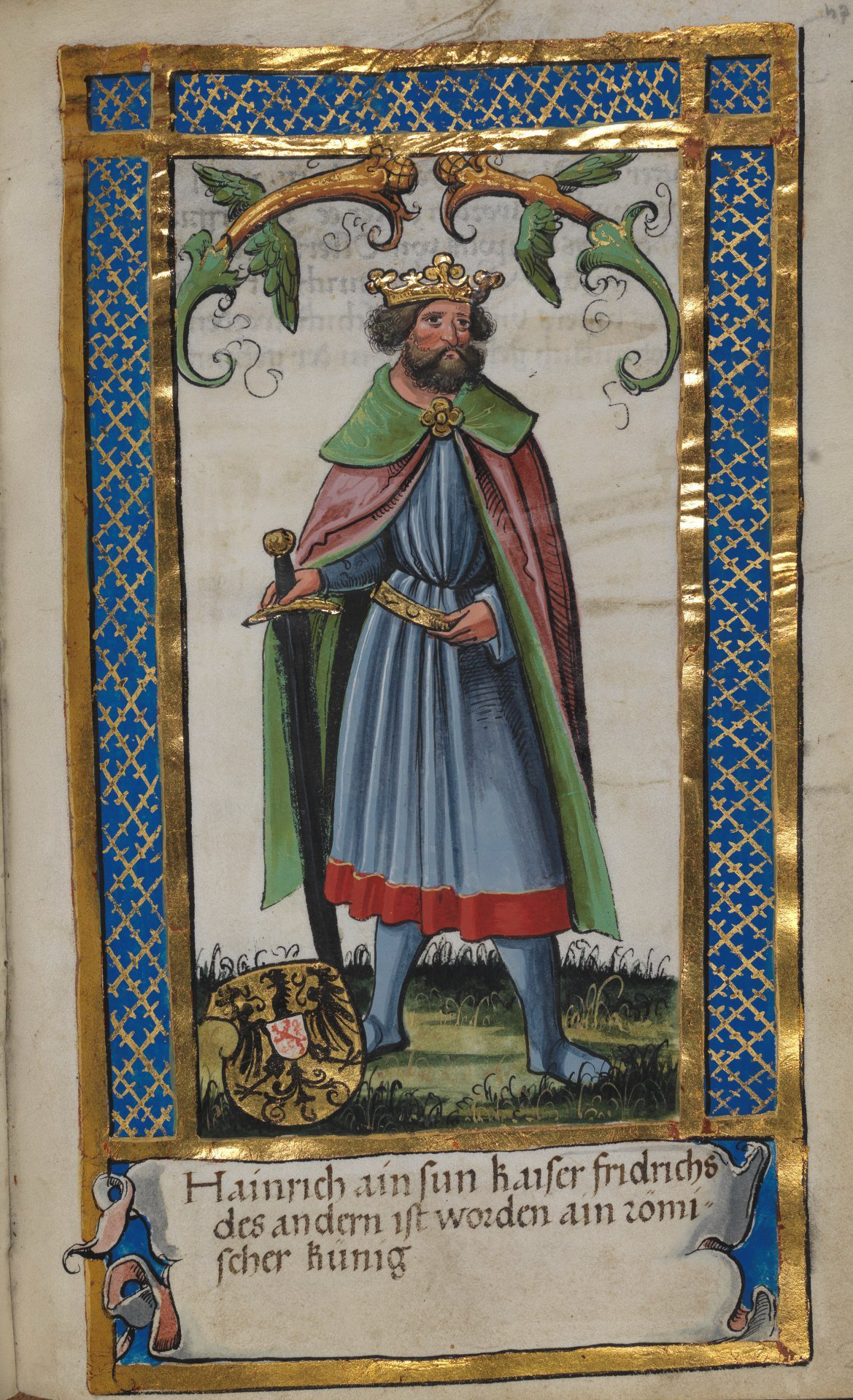
ハインリヒ7世

1211年にハインリヒはフリードリヒ2世とコンスタンサの子としてシチリア島で生まれる。1212年に皇帝オットー4世の対立王に選出されたフリードリヒ2世がシチリア島を発つ際にハインリヒがシチリア王位に就けられ、コンスタンサが摂政とされた。フリードリヒ2世がアーヘンで皇帝に即位した後、ハインリヒはコンスタンサとともに帝国に移住する。1217年にハインリヒにシュヴァーベン公位が授与され、1219年にはブルゴーニュ王国の執政権が移譲された。
フリードリヒ2世はローマ王が持つ特権の放棄を諸侯に約束し、その代償として1220年春のフランクフルトの帝国会議でハインリヒがローマ王に選出される。フリードリヒ2世は皇帝即位に際して皇帝権力とシチリア王位の一体化の断念を約束していたが、彼の後継者であるハインリヒがローマ王とシチリア王を兼任したことでシュタウフェン家の下での帝権と王権の一体化が実現する。ケルン大司教エンゲルベルト、バイエルン公ルートヴィヒ1世の保護に置かれた後、1228年からハインリヒは親政を開始する。しかしハインリヒはフリードリヒ2世から完全に独立した状態で政務を執ることができず、ハインリヒの立場は属州の総督に例えられている。
ハインリヒが20歳に達したころには、父のフリードリヒ2世と不仲であることが知れわたっていた。ハインリヒがフリードリヒ2世の政策に疑問を抱いた理由としては、イタリアでの王権強化策とアルプス以北の諸侯の地位を尊重する相反する姿勢、親子のカトリック信仰心の差異、帝国の財政難が挙げられている。また、ハインリヒはボヘミア王国の王女アネシュカ（アグネス）との結婚を望んで、既に子をもうけていた妃のマルガレーテとの離婚を考えていたが、ハインリヒの計画はマルガレーテの実家であるオーストリア公国との婚姻関係の構築を志向するフリードリヒ2世の意向に反するものだった。アネシュカが修道女となったことでこの問題の決着はついたが、父子の間にはわだかまりが残った。リエージュの市民と司教の間に諍いが起きた時、ハインリヒは市民の側に立ったため、帝国諸侯の反発を招いた。1231年に諸侯の主導で開催されたヴォルムスの集会で、ハインリヒは「諸侯の利益のための定め」を発布した。「諸侯の利益のための定め」によって既にフリードリヒ2世が聖界諸侯に与えていた特権の多くが世俗諸侯に拡大され、ローマ王権は制限される。
フリードリヒ2世はハインリヒとの話し合いが必要だと考え、ハインリヒに1231年11月のラヴェンナでの帝国会議への出席を求めるが、会議の場にハインリヒは姿を現さなかった。周囲に促されたハインリヒは1232年のアクイレイアの帝国会議に出席し、10数年ぶりにフリードリヒ2世と対面するが、父子の立場からは叱責を、皇帝と王の立場からは多くの要求を受けた。数週間後に帝国会議の場はチヴィダーレに移され、会議の場でハインリヒは帝国諸侯と教皇への従属を約束させられた。
教皇庁の働きかけに応じ、1234年にハインリヒはロンバルディア同盟と結託して反乱を起こした。1234年9月、シチリアにいたフリードリヒ2世が帝国に向かったことを知ったハインリヒは、反対派の人間を集めてアルプスの峠の封鎖を試みた。しかし、ハインリヒの味方はミニステリアーレ（家士）のみで、ハインリヒを支持する諸侯は皆無であり、同盟者であるロンバルディア同盟の軍隊も防衛戦を得意としていても侵略戦には不慣れだった
。フリードリヒ2世は軍隊を伴わずアルプスを越え、財貨を投じて反乱を解決した。1235年7月2日にハインリヒはヴィンプフェンの王宮に出頭し、フリードリヒに降伏する。7月4日のヴォルムスの帝国会議で、ハインリヒは王位と全財産を没収された。ハインリヒが廃位された後、弟のコンラートが新たなローマ王に即位する。
ハインリヒはハイデルベルクに拘禁された後、目を潰されアプーリアに移送された。ハインリヒはメルフィ近郊のロッカ・サン・フェリーチェの獄中で6年間過ごし、ニカストロに移されることになるが、護送の途上で乗馬と共に断崖から落ちて絶命した。ハインリヒの死は事故ではなく、彼の意思による自殺だと考えられている。ニカストロへの移送の前、フリードリヒ2世はハインリヒの赦免を決定していたとも伝えられ、父としてはその非業の死を悼んだという。

## 人物
曖昧で移り気、無計画な性格の持ち主で、こうした性格による政策が帝国諸侯との対立を招いたと言われている。ハインリヒはフリードリヒ2世が持っていた詩歌に対する感性を受け継いでいると言われ、喪失した王位の紋章を奪われるときも歌うことを止めず、「朝に歌い夕に泣いた」と伝えられている。
アプーリアの城に移送されるとき、前述のようにハインリヒの目は潰されていたと伝えられている。ハインリヒの遺体には金銀が織り込まれ、鷲の翼の模様の衣服を着せられてコゼンツァの教会の石棺に埋葬された。1998年にピサ大学とカラブリア大学の研究チームによってコゼンツァのハインリヒの遺骨の調査が実施され、ハンセン病の患者に共通する特徴が確認された。ハインリヒは死の数年前にハンセン病に罹り、死の直前のハインリヒの容姿は強制的な隔離を要するほどに悪化していたと推定されている。

## 家族
1225年11月25日、ニュルンベルクでバーベンベルク家のオーストリア公レオポルト6世の娘マルガレーテと結婚したが、二子はいずれも早世した。
- ハインリヒ8世（? - 1254年?）
- フリードリヒ4世（? - 1251年?）

ハインリヒ7世の死後、マルガレーテはオタカル2世と再婚した。